# Bärbel Bas
Bärbel Bas (ur. 3 maja 1968 w Walsum) – niemiecka polityk, deputowana do Bundestagu, w latach 2021–2025 przewodnicząca Bundestagu, od 2025 minister pracy i spraw społecznych w rządzie Friedricha Merza, od 2025 współprzewodnicząca Socjaldemokratycznej Partii Niemiec (SPD).

## Życiorys
W 1984 ukończyła szkołę średnią, odbyła przygotowanie zawodowe. Podjęła pracę jako urzędniczka w Duisburger Verkehrsgesellschaft (DVG), regionalnym przedsiębiorstwie transportowym. Później zatrudniona w zakładowym funduszu ubezpieczeń zdrowotnych BKK DVG. Uzyskiwała dodatkowe kwalifikacje zawodowe, a w 2007 została absolwentką studiów wieczorowych z zarządzania personelem w instytucji oświatowej Verwaltungs- und Wirtschaftsakademie w Essen. W latach 2002–2006 była zastępczynią dyrektora zakładowego funduszu ubezpieczeń zdrowotnych BKK EVS, a od 2007 do 2009 kierowała działem obsługi personelu w funduszu BKK futur.
W 1988 wstąpiła do Socjaldemokratycznej Partii Niemiec, działała także w jej organizacji młodzieżowej Jusos. W latach 1994–2002 zasiadała w radzie miejskiej Duisburga. Od 2004 do 2018 wchodziła w skład rady regionu Niederrhein. W 2010 została przewodniczącą partyjnej rady SPD w Nadrenii Północnej-Westfalii. W wyborach w 2009 po raz pierwszy uzyskała mandat posłanki do Bundestagu. Z powodzeniem ubiegała się o reelekcję w 2013, 2017, 2021 i 2025.
26 października 2021 została wybrana na przewodniczącą niższej izby niemieckiego parlamentu, otrzymując 576 głosów. Sprawowała tę funkcję do czasu wyboru Julii Klöckner na przewodniczącą izby – w trakcie pierwszego posiedzeniu Bundestagu następnej kadencji (25 marca 2025). W maju 2025 objęła stanowisko ministra pracy i spraw społecznych w utworzonym wówczas rządzie Friedricha Merza. W następnym miesiącu została wybrana na współprzewodniczącą Socjaldemokratycznej Partii Niemiec, zastępując na tym stanowisku Saskię Esken. W głosowaniu delegatów partyjnego kongresu w uzyskała 95% głosów; funkcję objęła w ramach parytetu wspólnie z Larsem Klingbeilem.

## Życie prywatne
Jest wdową, nie ma dzieci.

## Odznaczenia
- Krzyż Wielki Orderu Zasługi Republiki Federalnej Niemiec (2023)[10]
- Krzyż Wielki Orderu Izabeli Katolickiej (Hiszpania, 2022)[11]
- Order Księcia Jarosława Mądrego II klasy (Ukraina, 2022)[12]